# 牛头巨蜣螂
牛头巨蜣螂（学名：Heliocopris bucephalus）也称悍马巨蜣螂、牛头粪蜣螂，一种分布于印度、东南亚中南半岛和马来半岛等地区的蜣螂，隶属于金龟子科巨蜣螂属。本种最早由丹麦昆虫学家约翰·克里斯蒂安·法布里丘斯于1775年发表。